# La Camisa Negra (revista)
La Camisa Negra. Semanario Gráfico Popular fue una revista española de la que sólo circuló su primer número, publicado el 16 de diciembre de 1922. Su importancia radica en que fue la primera publicación española fascista. El periódico tenía su sede en Madrid y salió a la calle solo dos meses después del acceso al poder en Italia del líder del Partido Nacional Fascista Benito Mussolini tras la marcha sobre Roma.
La revista fue una iniciativa del maurista Manuel Delgado Barreto que en 1916 había fundado el diario La Acción, periódico en el que había ensalzado la figura de Benito Mussolini y había hecho un llamamiento para crear un «fascismo a la española». El fundador de la revista fue el también maurista Joaquín Santos Ecay.
En su lanzamiento la revista contó con el apoyo político y económico de mauristas y de dirigentes de la Confederación Patronal Española (CPE), todos ellos deseosos de que en España surgiera un movimiento fascista y un «Mussolini español», que estaría apoyado por una milicia denominada «Legión Nacional», integrada por excombatientes de la Guerra de África. El llamamiento para integrarse en la Legión Nacional se hizo desde el diario La Acción, que animaba a los posibles seguidores a avanzar «por la senda del fascismo». En El Eco Patronal, el órgano de prensa de la CPE, se reclamaba un «Mussolini español» «con un programa salvador para los males patrios», mientras que en La Camisa Negra se exigía «un brazo de hierro que levante muy en lo alto el estandarte nacional e imponga y haga cumplir a todos un programa de economía, trabajo y disciplina».
Casi al mismo tiempo que en Madrid aparecía el efímero número de La Camisa Negra, en Barcelona se fundaba el diario La Palabra que se muestra claramente favorable al fascismo.  Pocos meses después surgía también en Barcelona la organización «semifascista» La Traza.